# Spacesynth
Spacesynth – gatunek muzyki elektronicznej o "kosmicznym" zabarwieniu, nawiązujący często do tematyki science fiction oraz do filmów z gatunku space opera. Funkcjonuje także pod nazwami spacedance i synthdance.
Spacesynth, pomimo podobieństwa nazw, nie jest kontynuacją gatunku muzycznego space disco, uprawianego pod koniec lat 70. XX wieku, pomimo elementów łączących oba nurty muzyczne. Najbardziej znanymi przedstawicielami gatunku spacesynth są Koto i Laserdance.

## Historia
Spacesynth został wymyślony w Europie, w pierwszej połowie lat 80. XX wieku. Początkowo funkcjonował w ramach gatunku muzyki dyskotekowej italo disco, naśladując jej cechy charakterystyczne. Pierwszymi wykonawcami spacesynth były włoskie formacje Cyber People, Hipnosis i Koto oraz holenderski duet Laserdance. W latach 1983–1987 nieliczne utwory tych wykonawców były autorsko publikowane wyłącznie na singlach i maxi-singlach. Gościły także na składankach z muzyką italo disco. Pierwsza płyta długogrająca, zawierająca w całości muzykę spacesynth – Future Generation duetu Laserdance – została opublikowana w roku 1987. Z niej pochodził Power Run, wyposażony w niezwykle chwytliwą melodię jeden z największych przebojów grupy. Popularnością i rozpoznawalnością dołączył on do wcześniejszego przeboju duetu Koto Visitors. Oba utwory trwałe określiły styl muzyczny spacesynth.
Aż do połowy lat 90. spacesynth był muzycznie reprezentowany przede wszystkim przez Koto i Laserdance. Od 1989 roku oba te projekty muzyczne były prowadzone przez tego samego kompozytora, Michiela van der Kuya, który dodatkowo tworzył utwory spacesynth pod nazwą Rygar. Inne projekty muzyczne tego nurtu to m.in. Proxyon, Rofo, Syntech, Trilithon, Daylight i Futurespace. Określenie "projekty muzyczne" nie jest przypadkowe, ponieważ często jeden wykonawca produkował muzykę pod kilkoma szyldami (Michiel van der Kuy – Laserdance i Rygar, później także Koto; Stefano Cundari – Koto, Cyber People oraz Hipnosis; Huib Schippers – Syntech oraz Trilithon; Humphrey Robertson – Daylight i Futurespace, także nowe inkarnacje wcześniejszych wykonawców pod zmienionymi nazwami Ciber People i Hypnosis).
W pierwszej połowie lat 90. XX wieku, wobec ogromnej popularności nowych gatunków house, techno i eurodance, spacesynth zniknął ze sceny muzycznej. Słynny wówczas przebój techno „James Brown Is dead” został skomponowany przez Michiela van der Kuya pod szyldem L.A. Style i pseudonimem kompozytorskim Denzil Slemming. Tymczasem spacesynth, niemal zapomniany, odrodził się po roku 2000, przede wszystkim dzięki Internetowi, jako niszowy nurt muzyki elektronicznej. Obecnie jest reprezentowany głównie przez młodych kompozytorów z Polski, Szwecji, Finlandii, Niemiec, Chorwacji i Rumunii. Spośród założycieli gatunku, działalność w gatunku spacesynth reaktywowali tylko Michiel van der Kuy i Rob van Eijk, nagrywający płyty pod szyldami Area 51 oraz Rygar.

## Wytwórnie
W latach 80. i 90. muzykę spacesynth publikowały wytwórnie płytowe: Memory Records, Beat Box (Włochy), ZYX Music (Niemcy), Hotsound, Made Up Records, Rams Horn, Galaxis (Holandia) i Snake's Music (Polska). Obecnie ten gatunek wydają trzy niezależne wytwórnie: amerykańska Space Sound Records, prowadzona przez polskiego producenta, Marka Kołodyńskiego; brytyjska Alpha Centauri, kierowana także przez Polaka Macieja Repetowskiego, oraz szwajcarski Hypersound Productions, własność Humphreya Robertsona.

## Główni wykonawcy[7]

### Holandia
- Laserdance (Michiel van der Kuy, Erik van Vliet)
- Rygar (Michiel van der Kuy, Rob van Eijk)
- Area 51 (Michiel van der Kuy, Rob van Eijk)
- Proxyon (Rob van Eijk, Michiel van Eijk, Michiel van der Kuy)
- Syntech (Edwin van der Laag, Huib Schippers)
- Trilithon (Huib Schippers)

### Włochy
- Koto (Anfrando Maiola, Stefano Cundari, w latach 1989-93 projekt tworzony przez Michiela van der Kuya)
- Hipnosis (Stefano Cundari, Mirko Limoni)
- Cyber People (Stefano Cundari, Mirco Limoni, Giorgio Spagna)

### Polska
- AERO51music (Janusz Golesz, Marcin Golesz)[potrzebny przypis]
- ALPHAWAVE (Krystian Tomasz)[potrzebny przypis]
- Prodomo (Marcin Sierant)
- Protonic Storm (Krzysztof Radomski)
- Space Project (Tomasz Gillert, Marek Kołodyński)
- Spaceraider (Tomasz Gillert)
- Synthesis (Robert Ludwiński)
- Vocoderion (Aleksandra Koszewska)
- Galaxy Hunter (Zbigniew Danielewicz, Monika Novak, Aneta Antkowicz)
- A.M. Samurai (Marek Adamczyk)
- Bellatrix (Waldemar Żywica)
- Synthaurion (Tomasz Mochol)
- Synth Void (Piotr Nowak)
- Cyberman (Daniel Borowiec)
- Future Synth (Tomasz Bokisz)
- Albiero (Waldemar Żywica)
- X-Plosion (Waldemar Żywica)
- Ultra Synergy (Tomasz Bokisz, Daniel Borowiec, Waldemar Żywica)
- Zoltar

### Finlandia
- Mark Vera (Jouni Airaksinen)
- Dreamtime (Lauri Turjansalo)
- Electron (Jorma Sallanen, Sakari Törmänen)
- Paralyze (Johan Koskela)

### Francja
- Space (Didier Marouani)

### Szwecja
- Anders Lundqvist
- Xain (Gustav Grefberg)
- mindXpander (David Lilja, Patrik Rydberg)
- Myvoice (Jukke Lundqvist)
- Spacehawk (Anton Eriksson)

### Szwajcaria
- Futurespace (Humphrey Robertson)
- Daylight (Humphrey Robertson)
- Ciber People (Humphrey Robertson)
- Based on Bass (Humphrey Robertson)
- Hypnosis (Humphrey Robertson)

### Niemcy
- Marco Rochowski
- Macrocosm (Marco Rochowski, Anders Lundqvist)

### Rumunia
- Vanello (Razvan Dumitru Voicu)

### Chorwacja
- Galactic Warriors (Krunoslav Paic, Max Backes)

### Węgry
- Mflex (Mike Flaksza, Marcello Fantini, Vincenzo Rizzoli)

### Japonia
- Amateras (Kenji Tanaka)

### ZSRR
- Zodiak (Jānis Lūsēns)